# Jean-Baptiste Claudot
Pour les articles homonymes, voir Claudot.
 (juin 2019).
Si vous disposez d'ouvrages ou d'articles de référence ou si vous connaissez des sites web de qualité traitant du thème abordé ici, merci de compléter l'article en donnant les références utiles à sa vérifiabilité et en les liant à la section « Notes et références ».
Jean-Baptiste Claudot, dit Claudot de Nancy, né à Badonviller le 19 septembre 1733 et mort à Nancy le 27 décembre 1805, est un peintre et décorateur salmien, lorrain à partir de 1751, puis français après 1766.

## Biographie
Issu de la noblesse de robe, fils de Sébastien Claudot, avocat à la Cour souveraine de Lorraine, Jean-Baptiste-Charles Claudot fut élève de Jean Girardet et André Joly.
Il allie les paysages à la ruine antique, à l'image des peintres Vénitiens du XVIIe siècle.
Émule d'Hubert Robert, il diffuse son goût pour la ruine antique et les paysages mélancoliques. Il corrobore également au sentiment lorrain en peignant des villes telles Nancy, Lunéville, Bayon, Metz et Pont-à-Mousson.
C'est également l'un des premiers peintres français à effectuer sur demande des « portraits » de châteaux pour leur propriétaire, ceci principalement aux alentours de Nancy. Jusqu'alors cette tradition était plutôt anglaise.

Œuvres de Jean-Baptiste Claudot
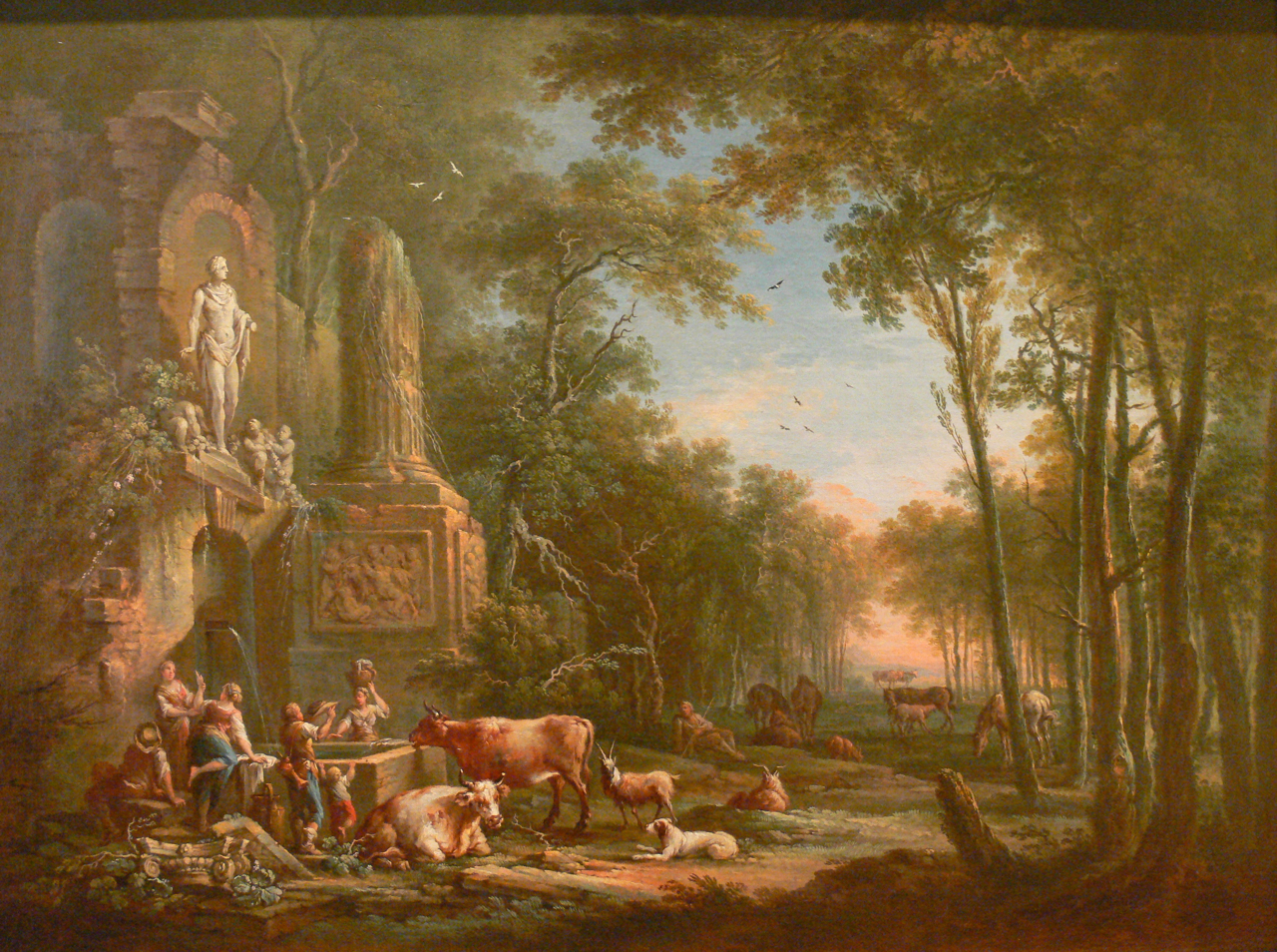
Le Bocage (1764), musée des Beaux-Arts de Nancy.
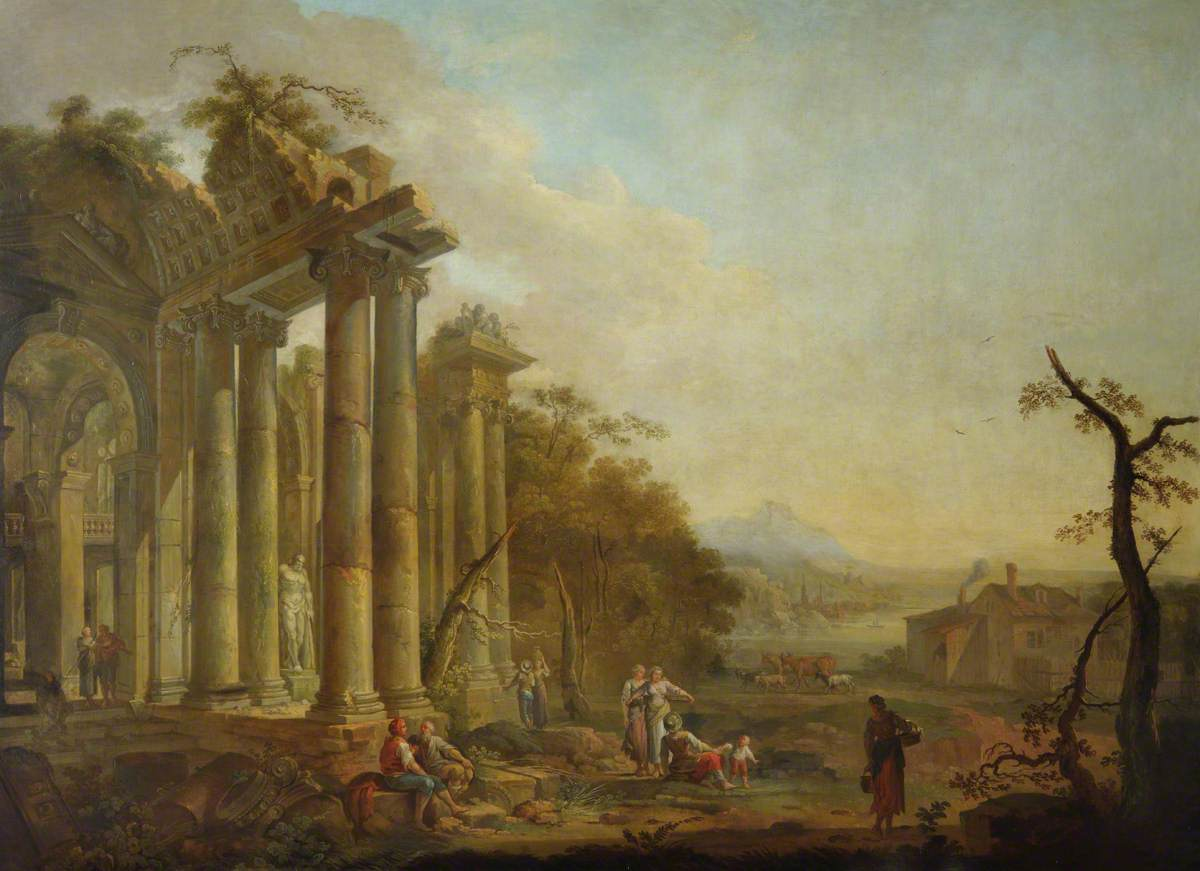
Personnages devant des ruines avec la statue de l'Hercule Farnèse (vers 1770-1779), Wimpole, Wimpole Hall.